# Nowy Bukowiec (powiat kościerski)
Nowy Bukowiec (kaszb. Nowë Bùkòwc) – wieś w Polsce położona w województwie pomorskim, w powiecie kościerskim, w gminie Stara Kiszewa
Wieś na  pograniczu kaszubsko-kociewskim,  nad Wierzycą i na północnym skraju kompleksu leśnego Borów Tucholskich, stanowi sołectwo gminy Stara Kiszewa.
W latach 1975–1998 miejscowość administracyjnie należała do województwa gdańskiego.

## Historia
Bukowiec w wieku XIX opisano jako Stary, Nowy i Szlachecki, wsie i dobra salacheckie w powiecie kościerakim, parafii Stara Kiszewa, najbliższa stacja pocztowa w Neu-Palleschken (Nowe Polaszki) gdzie również była szkoła. Dobra posiadały 897 hektarów rozległości, a także młyn i cegielnię. Od ponad 200 lat w rękach rodziny szlacheckiej biorącej nazwisko od wsi Czarlin na Kociewiu - Czarlińskich.